# Фетинг, Юрий Николаевич
Юрий Николаевич Фетинг (род. 3 ноября 1956) — российский кинорежиссёр и сценарист.
Родился в Ростове-на-Дону. В 17 лет поступил в Театральный институт им. Бориса Щукина при Государственном академическом театре им. Е. Вахтангова. Окончил институт в 1978. До 1989 года — театральный актёр и режиссёр (театр им. Ленинского комсомола и театр «Рок-опера»). В 1990 году поступил на Высшие курсы режиссёров и сценаристов мастерской А. Ю. Германа. С 1995 режиссёр киностудии ПИЭФ (художественный руководитель А. Ю. Герман) Ленфильм. 1995—1998 — режиссёр Первого канала (программа «Взгляд» с Александром Любимовым). Преподает в институте Кино и Телевидения Спб (КИТ), преподает на кафедре кино и фото искусства в СПбГИК, а также в Высшей школе режиссёров и сценаристов (ВШРиС) при к/с «Ленфильм». Лауреат многих премий российских и международных фестивалей. Член Союза Кинематографистов.

## Награды
- 1998 — Гран-при Конкурса профессиональных сценаристов России за сценарий «Мифы моего детства» (совместно с А.Кравчуком).
- 1999 — Номинация на «ТЭФИ» за телефильм «Дело чести».
- 2005 — Лауреат премии «Медный всадник» за лучший сценарий («Мифы моего детства») (совместно с А.Кравчуком).
- 2005 — Премия кинофестиваля «Новое кино России» за фильм «Мифы моего детства».
- 2005 — Приз «Гаргипия» за лучшую мужскую роль Денису Касимову за фильм «Мифы моего детства» на фестивале «КИНОШОК».
- 2010 — Приз «Серебряный грифон» за фильм «Бибинур» на «Фестивале Фестивалей» в Санкт-Петербурге.
- 2010 — Гран-при «Лучший игровой фильм» за фильм «БИБИНУР» — Международный фестиваль (МФМК) «Золотой минбар».
- 2010 — Приз за лучшую женскую роль за фильм «Бибинур» — Международный фестиваль (МФМК) «Золотой минбар».
- 2010 — Приз 7-го международного благотворительного фестиваля «Лучезарный ангел» фильму «Бибинур» за художественно-поэтическое решение и самобытность.
- 2010 — Приз зрительских симпатий за фильм «Бибинур» — «New York EURASIAN film festival»
- 2010 — Приз лучшей молодой актрисе (за роль Бибинур) — Международный кинофестиваль «ЕВРАЗИЯ».
- 2010 — Приз фильму «Бибинур» за лучшую режиссуру — МКФ Франция Онфлер.
- 2010 — Приз за лучший киносценарий — фильм «Бибинур» — МКФ Франция Онфлер.
- 2011 — Приз за лучшую режиссуру (фильм «Бибинур») 17-й Российский кинофестиваль Литература и Кино.
- 2015 — Главный приз за лучший фильм для детей «Небесный верблюд» фестиваль «КИНОШОК».
- 2015 — Приз за лучший детский фильм «Celestial Camel» (Небесный верблюд) на XI международном кинофестивале «Евразия» (секция «Eurasian kids») Алматы, Казахстан.
- 2015 — Диплом фильму «Celestial Camel» (Небесный верблюд) «за верность гуманистической традиции в киноискусстве» на днях русской культуры в Латвии, Рига, Латвия
- 2015 — Специальный диплом жюри фильму «Небесный верблюд» на фестивале Российского кино «Человек, познающий мир», Крым.
- 2015 — Специальная награда «Золотой ритон» фильму «Celestial Camel» (Небесный верблюд) на 3-м международном теле- кинофестивале «Славянска приказка», София, Болгария.
- 2015 — Главный приз «Золотой слон» за лучший полнометражный фильм «Celestial Camel» (Небесный верблюд) на 19-м международном кинофестивале «Golden elephant» . Мумбаи, Индия.
- 2015 — Приз за лучшую режиссёрскую работу «Золотая чаша» за фильм «Celestial Camel» (Небесный верблюд) на 19-м международном кинофестивале «Golden elephant» Мумбаи, Индия.
- 2015 — Prize Mention spéciale. «Celestial Camel». Ajyal Youth Film Festival. Катар. Доха.
- 2015 — Приз Лучшему Режиссёру за фильм «Celestial Camel» (Небесный верблюд) на Smile international film festival for children & youth (SIFFCY) — Хайдерабад. Индия.
- 2015 — Диплом «За нежность к братьям нашим меньшим и национальный колорит». Международный фестиваль детского и семейного кино «Ноль Плюс». Россия. Тюмень.
- 2016 — Приз зрительских симпатий — за лучший полнометражный фильм «Celestial Camel» (Небесный верблюд) Best feature film Meilleur long-metrage -кинофестиваль Freeze Frame International Film Festival of Films for Kids of All Ages — Виннипег. Канада.
- 2016 — Приз профессионального жюри фильму «Celestial Camel» (Небесный верблюд) 23d International KiKiFe Children Festival in Schwäbisch Gmünd. Штутгард. Германия.
- 2016 — Главный приз — лучший игровой полнометражный фильм «Небесный верблюд» — Международный кинофестиваль «КИНО ДЕТЯМ» — Самара, Россия.
- 2016 — Приз «Серебряный Витязь» — фильму «Небесный верблюд» — 25 Международный кинофорум «Золотой Витязь».
- 2016 — Диплом за лучшую роль актёру Михаилу Гасанову, фильм «Небесный верблюд», режиссёр Юрий Фетинг (Россия) XXV Международный кинофорум «Золотой Витязь» 2016 г.
- 2016 — Диплом за лучшую эпизодическую роль актёру Петру Новикову за роль Полтинника, фильм «Небесный верблюд», режиссёр Юрий Фетинг (Россия) XXV Международный кинофорум «Золотой Витязь» 2016 г.
- 2016 — Main Prize — Best Feature film Celestial Camel, dir. Jury Feting, Russia. Главный приз профессионального жюри (лучший полнометражный фильм). International Film Festival for Children and Youth «KINOLUB» Польша.
- 2016 — Главный приз — «Лучший полнометражный фильм» «Небесный верблюд» — VIII Международный телевизионный фестиваль «Дитятко» (Харьков, Украина).
- 2016 — Главный приз «Лучший игровой полнометражный фильм»- «Небесный верблюд» — VIII Международный фестиваль кино- и телепрограмм для семейного просмотра им. В. Леонтьевой «От всей души» Ульяновск, Россия
- 2016 — Приз за лучшую операторскую работу «Небесный верблюд» — Фестиваль AniFestROZAFA2016. Шкодра, Албания
- 2016 — Приз «Серебряный акбузат» за лучшую режиссёрскую работу — фильм «Небесный верблюд». III Международный фестиваль национального и этнического кино «Серебряный Акбузат». Уфа. Башкирия.
- 2016 — Приз за лучшую операторскую работу Антону Жабину — фильм «Небесный верблюд». III Международный фестиваль национального и этнического кино «Серебряный Акбузат». Уфа. Башкирия.
- 2016 — Приз за «Лучшую режиссёрскую работу»,- — фильм «Небесный верблюд». Приз за «Освещение духовности и нравственности» 7-й Санкт-Петербургский благотворительный кинофестиваля «Детский КиноМай»
- 2016 — Главный приз «Лучезарный ангел» за «Лучший детский фильм» — фильм «Небесный верблюд». Кинофестиваль «Лучезарный ангел» Москва. Россия.
- 2016 — Главный приз — за «Лучший фильм» и Номинация на «Лучший фильм Европы» — фильм «Celestial Сamel». 19th OLYMPIA INTERNATIONAL FILM FESTIVAL FOR CHILDREN AND YOUNG PEOPLE. Греция.
- 2017 — Фильм «Небесный верблюд» стал лауреатом XII Международного Сретенского кинофестиваля «Встреча».
- 2017 — Приз профессионального жюри фильму «Небесный верблюд» — 23-й международный кинофестиваль KiKiFe (KinderKinoFest) в Швебиш-Гмюнде (Германия).
- 2017 — Лучший игровой фильм для детей «Небесный верблюд» — приз режиссёру. приз продюсеру. Международный фестиваль детского кино CMS в г. Лакхнау, Индия.
- 2018 — Приз за лучшую роль Михаилу Гасанову (фильм «Небесный верблюд») BEST CHILD ACTOR AWARD Premiul pentru cel bun actor copil. WonderFest. Румыния Romania

## Фильмография

### Режиссёр
- 1998 — 1999 — Улицы разбитых фонарей 2 «Дело чести»[4] (совм. с А. Кравчуком)
- 2000 — «Рождественская мистерия» (фильм)[5][6] (совм. с А. Кравчуком)
- 2005 — «Мифы моего детства» (фильм)[7][8][9]
- 2010 — «Бибинур» (фильм)[10][11]
- 2015 — «Небесный верблюд» (фильм)

### Сценарист
- 1999—2009 — «Дело чести», «Заказчик», «Парень из нашего города», «Отпуск для героев» (совместно с А. Кравчуком)
- «Шкатулка Альтерготта», «Беги, белый кролик»
- 2000 — «Рождественская мистерия» (совм. с А. Кравчуком)
- 2005 — «Мифы моего детства» (совм. с А. Кравчуком)
- 2010 — «Бибинур» (совм. с М. Гилязовым)
- 2014 — «Небесный верблюд» (совм. с Э. Манджиевой)